# قلعة ورك
قلعة ورك (أو واريك) (بالإنجليزية: Warwick Castle)‏ تقع على ضفة نهر الأفون في حاضرة مقاطعة وركشير الإنجليزية. أمر بتشييدها وليام الفاتح سنة 1068م، وكان يحيط بها خندق. أعيد بنائها من الصخر في القرن التالي، وأعيد تحصين الواجهة المقابلة للمدينة أثناء حرب المائة عام فباتت من نماذج الطراز المعماري العسكري في القرن الرابع عشر الميلادي. ظلت حصنا عسكريا حتى بداية القرن السابع عشر، حين منحها جيمز الأول للسير فولك غريفل [الإنجليزية]، الذي حول القلعة إلى قصرا ريفيا توارثته من بعده أسرته، الذين نالوا منصبا شرفيا يوليهم ورك منذ 1759م وحتى 1978م، حين اشترت القلعة المجموعة التجارية المالكة لمدام توصادز.

## أعلام
- إدوارد بلانتاجنت
- إيزابيل نيفيل
- آن نيفيل